# Vivo (smartphone)
Pour les articles homonymes, voir Vivo.
Le fabricant chinois de smartphones Vivo est une ancienne division du groupe BBK électronique devenu indépendante en 2001. Cependant, il faudra attendre 2011 pour que la marque Vivo smartphones soit créée. La marque a commencé son développement international en 2014 en visant principalement l’Asie du sud.
En juin 2017, Vivo a fait son entrée sur le marché des smartphones au Pakistan et connaît actuellement une croissance rapide ainsi qu'une popularité croissante dans le pays.
Vivo est, petit à petit, devenu l’un des plus importants fabricants de smartphones avec 9 % de parts de marché en 2020, ce qui hisse Vivo à la 5e place mondiale des vendeurs de smartphones,. La marque a réussi à se hisser à la 2e place des ventes en Chine et en Inde durant le deuxième trimestre 2020,.
Depuis octobre 2020, Vivo est le dernier constructeur à tenter l’aventure européenne. Pour réussir à s’imposer en France, la marque chinoise dispose d’un atout de taille : elle est partenaire de l'Euro 2020, le championnat international de football.

## Groupe BBK
Lors de son arrivée en France, Vivo souhaite clarifier son indépendance vis-à-vis d’autres marques telles que Oppo et OnePlus. Vivo explique alors que le groupe BBK créé en 1995 n’est plus ce qu'il a été. En 2001, les différentes divisions du groupe finissent par devenir indépendantes et ainsi former trois entreprises distinctes.
On retrouve alors BBK Communications qui deviendra Vivo, BBK Audio-Vidéo qui se transformera en Oppo et BBK Education Electronics qui opère toujours sous ce nom pour fabriquer des appareils éducatifs.
Avec cette clarification, Vivo assure son indépendance sur le développement de ses technologies et nie tout partage.

## Recherche et développement
Afin d'assurer sa place de leader dans le domaine de la téléphonie, Vivo a lancé le projet d’un tout nouveau centre de R&D à Dongguan (Chine) de 73 hectares, ainsi qu’une université d’entreprise de 91 hectares d’ici 2025. Ce centre viendra s’ajouter aux autres centres de R&D de la marque déjà présents à Shenzhen, Nanjing, Shanghai, Pékin, Hangzhou, Taipei, Tokyo et San Diego.
Vivo possède également 5 bases de production dans le monde permettant de produire 200 millions de smartphones par an.

## Innovation
Lors du mobile world congress de 2018, Vivo a présenté un concept de téléphone très original, le Vivo APEX Full View, un smartphone dont l’écran occupe 98 % de la face avant du téléphone grâce à un capteur photo rétractable. De plus, le smartphone est équipé d'un capteur d’empreinte digitale sous l'écran, une première mondiale. Il n’aura pas fallu attendre bien longtemps pour pouvoir profiter de ces technologies, car, avant même que Vivo ne présente son concept en Chine, on pouvait déjà acheter le Vivo X20 Plus UD équipé d’un capteur d’empreinte digitale sous l’écran. Cependant, pour profiter de la caméra rétractable ou caméra pop-up, il aura fallu attendre le mois de juin de la même année pour avoir le Vivo NEX S qui combine la caméra pop-up et le capteur d’empreinte digitale sous l’écran.
En 2019, Vivo annonce le concept Vivo APEX 2019 avec de nombreuses nouveautés comme l’absence totale de bouton, de port (de recharge et jack), ainsi qu’un capteur d'empreinte digitale sous tout l’écran du téléphone. C’est également l’un des premiers smartphones annoncé comme compatible 5G.
En 2020, Vivo annonce un nouveau concept le Vivo APEX 2020 avec quelques nouveautés comme notamment un appareil photo Gimbal que l’on retrouvera plus tard dans l’année sur le Vivo X50 Pro, puis en France avec le Vivo X51. En début de l'année 2021, Vivo présentera les X60, X60 pro et le X60 pro+, qui améliorent la technologie de capteurs photo Gimbal présents sur les X50. Il s'agit des premiers produits issus d'un partenariat avec ZEISS pour améliorer la qualité des photos.
Toujours avec l'objectif d'excellence photographique, Vivo s'associe également avec Fujifilm pour la sortie de son modèle X200 Ultra et tous ces autres modèles Ultra en 2025.

## Funtouch OS et Origine OS
Funtouch OS est une distribution propriétaire du système d'exploitation Android, disposant d'une interface graphique différente de celle d'Android qui a été conçue par Google, Funtouch OS est présente sur tous les téléphones Vivo. Cette interface à l’avantage d’être riche en options et hautement personnalisable, cependant l’inspiration (tirée d’iOS) pourra en rebuter certains. De plus, l’interface n'est pas vraiment prévue pour une utilisation à l'international ; les applications en chinois sont très présentes dans le système.
Pour son arrivée en Europe, Vivo propose une interface plus minimaliste qui convient mieux à la clientèle européenne.
Le 18 novembre 2020, Vivo a présenté en Chine une nouvelle interface Origine OS qui succédera à Funtouch OS. Le déploiement de cette interface débutera en bêta début 2021. Plusieurs modèles commercialisés depuis 2019 sont éligibles à obtenir cette nouvelle interface par le biais de mises à jour. Cependant, aucun modèle commercialisé en France n’est pour le moment éligible,.

## Les gammes de téléphones Vivo
Vivo commercialise ses téléphones sous plusieurs gammes de produits :
- Nex : les plus haut de gamme de la marque (Chine et international)
- X : haut de gamme avec des techniques de pointe (Chine et international)
- V : série spéciale pour l’inde, rebadge généralement des modèles d’autres gammes (disponible en Europe depuis 2021 avec le Vivo V21)
- S, Z : milieu de gamme (Chine et Inde)
- Y : entrée de gamme (Chine et international)
- U : entrée de gamme (Chine et Inde)
- T : nouvelle série milieu de gamme lancé en 2021 en chine puis en 2022 en Inde
- Apex : appareils concepts, ils n'ont pas vocation à être commercialisés tel quel

En 2019, Vivo présente sa nouvelle sous-marque IQOO, une marque orientée gaming. Cette marque est aujourd’hui composée de 3 gammes de smartphones.
- IQOO : modèles haut de gamme qui sont extrêmement polyvalents ; on retrouve les meilleurs processeurs de Qualcomm pour un maximum de puissance et une partie photo/vidéo très travaillée.
- NEO : ce sont des modèles centrés sur la puissance pure à prix réduit, ils sont donc moins polyvalents mais permettent d’avoir un téléphone puissant, avec des processeurs dernière génération, plus abordable que la série IQOO classique.
- U : modèles entrée et milieu de gamme, qui n’ont pas vraiment une orientation gaming ; ces modèles ont plus vocation à faire découvrir les produits Vivo à un tarif plus attractif.